# Tricoplàcids
Els tricoplàcids (Trichoplacidae) són una família basal d'animals, l'única de l'embrancament dels placozous (Placozoa). Durant molt de temps fou un clade monotípic que només contenia l'espècie Trichoplax adhaerens, fins a les descripcions de Hoilungia hongkongensis i Polyplacotoma mediterranea (2019) i de.Cladtertia collaboinventa (2022).
Els organismes d'aquest grup tenen un diàmetre de l'ordre de mil·límetres. T. adhaerens, H. hongkongensis i totes les espècies identificades però encara no descrites són morfològicament indistingibles, però P. mediterranea té un aspecte completament diferent i una mida més de deu vegades superior.